# Fabrice Gobert
Pour les articles homonymes, voir Gobert.
Fabrice Gobert, né en 1974, est un scénariste et un réalisateur de cinéma français.

## Biographie
Fabrice Gobert fait des études de commerce à l'École des hautes études commerciales du Nord (EDHEC, promotion 1997) et y intègre l'association étudiante audiovisuelle ETNA. Il poursuit sa formation au département cinéma de l'université Sorbonne Nouvelle de 1994 à 1998 avant de devenir assistant réalisateur. Son premier film, Simon Werner a disparu..., en partie inspiré de sa propre expérience de ses années de lycée, est sélectionné lors du Festival de Cannes 2010 dans la sélection Un certain regard.[réf. nécessaire]
Le 21 janvier 2011, il est nommé pour le César du meilleur premier film pour la 36e cérémonie des César du cinéma.

## Filmographie

### Cinéma
- 2000 : Camille (court métrage)
- 2010 : Simon Werner a disparu...
- 2017 : K.O.

### Télévision
- 2002 : Âge sensible (série télévisée)
- 2005 : C'est du propre ! (série télévisée)
- 2005 : 3 lettres : Michael Haneke, Emanuele Crialese, Lars Von Trier (série télévisée documentaire)[3]
- 2006 : C'est comme ça (série télévisée, saison 3)
- 2006-2010 : Cœur Océan, coréalisée avec Charli Beléteau et Thierry Boscheron (série télévisée)
- 2012-2015 : Les Revenants (série télévisée saison 1 et saison 2)
- 2019-2021 : Mytho (série télévisée)
- 2024 : La Maison (série télévisée)

## Distinctions

### Récompenses
- International Emmy Awards 2013 : International Emmy de la meilleure série dramatique pour Les Revenants
- Globes de Cristal 2013 : meilleur.e. téléfilm ou série télévisée pour Les Revenants
- Association des critiques de séries 2016 : meilleure réalisation pour Les Revenants, saison 2
- Festival Séries Mania 2019 : prix du public pour Mytho

### Nominations
- César 2011 : nomination au César du meilleur premier film pour Simon Werner a disparu
- Globes de cristal 2020 : nomination comme meilleure série ou mini série télévisée pour Mytho